# Кіно (журнал, Харків)
«Кіно» — щомісячний україномовний часопис про кінематограф, заснований Всеукраїнським фотокіноуправлінням (ВУФКУ) у 1925 році. Журнал виходив у Харкові (1925 рік та 1932-1933 роки) та Києві (1926-1932 роки).
Загалом вийшло 109 фізичних одиниць журналу, а враховуючи подвійні номери - 135 чисел.

## Історія
В 1926 році виходить раз на місяць. З 1927 року починає видаватися раз на два тижні, проголошує себе «Найкращим в СРСР двотижневим журналом кінематографії». Хоча журнал найчастіше підписували анонімно, наприклад, «Редагує Колегія», починаючи з №12 за 1926 рік редакційні статті підписує Микола Бажан. Тираж журналу сягав 8,5 тис. екземплярів.
На початку 1930-х років разом із переформатуванням ВУФКУ у підконтрольну Москві «Українафільм» інформація в журналі набуває все більш ідеологічного та звинувачувального характеру. В 1933 році журнал «Кіно» припиняє свою роботу.

## Тематика
У часописі була представлена інформація про кінематограф як України, так і радянських республік і закордонних країн. Змістовне наповнення видання включало всю специфіку творення кіно: виробництво, прокат, сценарії, режисура. Журнал мав своїх власних кореспондентів за кордоном — Франція, США, Чехословаччина та Німеччина. Це дозволяло журналу «Кіно» розповідати своїм читачам достовірну інформацію з найкращих кіноринків того часу. До авторів часопису входили не лише журналісти, але і актори, письменники, режисери, працівники виробничої сфер, яких стабільно залучали для якнайцікавішого висвітлення молодого мистецтва. Свої статті автори писали аргументовано і недвозначно, що забезпечувало велику популярність цього журналу.
Зразком захисту національного українського кіно є статті керівників ВУФКУ і директора Одеської кіностудії П. Нечаса, який підтримав О. Довженка у його перших спробах на ниві кінематографу. Автори часопису боролися за можливість виходу українського кіно на закордонні ринки та ринки союзних республік, критикували обмежувальні заходи щодо вітчизняного кіно і намагалися обмежити формалізм та бюрократизм у ставленні до творчості. Наприклад, у статті «Адміністратори в кіно» П. Нечес казав: «За останні два роки на різні наради, конференції, засідання у справах покращання адміністративного персоналу витратили не менше, як два місяці часу і списали біля двох пудів паперу на найцікавіші постанови. Всі ці постанови лагідненько, в нових теках лежать собі по секретаріатах, відділах Правління фабрик. Жодної з них поки що не запроваджувалося в життя»
Наприкінці 20-х рр. журнал сфокусувався на висвітленні проблем із згортання незалежності українського кіно. Проте якість журналу «Кіно» була на високому рівні, про що свідчить той факт, що його отримувала Лондонська бібліотека, академічна читальня в Празі, кіночитальня в Берліні. Натомість до Одеси і Києва надходила європейська преса із відгуками на українські фільми.

## Редколегія
До офіційного складу редколегії в різні роки входили Б. Ліфшиц, М. Христовий, І. Воробйов, П. Косячний, Д. Фальківський, Г. Епік та ін.